# بشو یوشیچیکا
بشّو یوشیچیکا (به ژاپنی: 別所 吉親 べっしょ よしちか); تولد نامشخص – ۱ ژانویهٔ ۱۵۸۰) یک سامورایی و دایمیو در دوره سنگوکو و برادر بشو یاسوهارو صاحب قلعه میکی بود. او عموی بشو ناگاهارو، ارباب بعدی قلعه میکی در ولایت هاریما بود.

## محاصره میکی
در فوریه یا اوایل مارس سال ششم تنشو (۱۵۷۸)، بشو ناگاهارو، به همراه عمویش بشو یوشیچیکا و دیگران از طرفداری از نوبوناگا دست کشیدند و به خاندان موری پیوستند. شیگه‌مونه سعی کرد ناگاهارو و دیگران را متقاعد کند که در جبهه اودا نوبوناگا باشند، اما بی‌نتیجه بود، و برادرش بشو شیگه‌مونه که طرفدار اودا بود، با رئیس خاندان بشو، ناگاهارو دشمنی کرد.
در ۱۵ ژانویه ۱۵۸۰، شیگه‌مونه پیغام رسانی به قلعه میکی فرستاد و انجام سپپوکو را به بشو ناگاهارو، بشو یوشیچیکا و بشو تومویوکی (برادر کوچکتر ناگاهارو) را برای توصیه کرد. ناگاهارو و دیگرانی که این را پذیرفتند در هفدهم همان ماه خودکشی کردند و قلعه میکی تسلیم شد.